# متحف دار السرايا الأثري
متحف دار السرايا هو متحف آثار أردني يقع في مدينة إربد شمال البلاد. يعود تاريخه إلى الحقبة العثمانية في بلاد الشام، وتحديدا في منتصف القرن التاسع عشر، حيث تم إنشاؤه كقلعة فوق الطرف الجنوبي لتل إربد.
يتألف المتحف من سبع قاعات، تشكل ست منها جزءا من المبنى العثماني الأصلي المكون من مجموعة غرف تحيط بساحة مكشوفة. ووزعت المعروضات في ثلاث قاعات كبيرة وفق التسلسل الزمني للمراحل الحضارية للآثار الأردنية المعتمدة عالمياً. وإلى جانب ذلك هناك ثلاث قاعات عرض. ويشبه المبنى في مخططه القلاع والخانات التي أسسها العثمانيون على درب الحج الشامي.
عملت دائرة الأثار العامة ومنذ عام 1994 على استملاك البناء وإنقاذه من الزوال واستمرت أعمال الصيانة والترميم والتأهيل لتحول البناء إلى متحف افتتح عام 2007.

## تاريخ
يعلو المدخل الجنوبي نقش اُرّخ لعام 1886. وبعد هذا التاريخ حُولت القلعة لتصبح المقر الجديد للحاكم العثماني (السرايا)، ثم سجن. وقد أضيفت للمبنى لاحقا وحدات وجدران أثناء استخدامه كسجن، وفي عام 1994 استملكته دائرة الآثار الأردنية، وعملت على تحويله إلى متحف.

## اقسام المتحف
تألف متحف دار السرايا من سبع قاعات، تشكّل ست منها جزءاً من المبنى العثماني الأصلي المكون من مجموعة غرف تحيط بساحة مكشوفة. ووُزعت المعروضات في ثلاث قاعات كبيرة وفق التسلسل الزمني للمراحل الحضارية للآثار الأردنية المعتمدة عالمياً، تشمل أعمالاً مرتبطة بالتعدين والنحت والفسيفساء والأختام والمجوهرات والنقوش الثمودية والعربية. وإلى جانب ذلك هناك ثلاث قاعات عرض.
يتمثل العرض المتحفي في سبع قاعات للعرض، تبدأ بقاعة إربد التي خصصت لعرض معلومات تتعلق بتأريخ ومعالم المدينة، ثم قاعة التعدين وقاعة العصور الكلاسيكية وقاعة المنحوتات وقاعة العصور الإسلامية وقاعة الفسيفساء. استُغلت الساحة السماوية للبناء كمعرض مفتوح للعديد من المنحوتات الحجرية من توابيت وبوابات حجرية وتاجيات.
يبلغ عدد القطع المعروضة 600 قطعة؛ أما عدد القطع الكلي المسجلة فيبلغ 7144، منها 85 لوحة فسيفساء و1334 قطع عملة.
يعلو المدخل الجنوبي نقش أُرّخ لعام 1304 هـ (1886 م). وبعد هذا التاريخ حُولت القلعة لتصبح المقر الجديد للحاكم العثماني (السرايا).

## معرض الصور

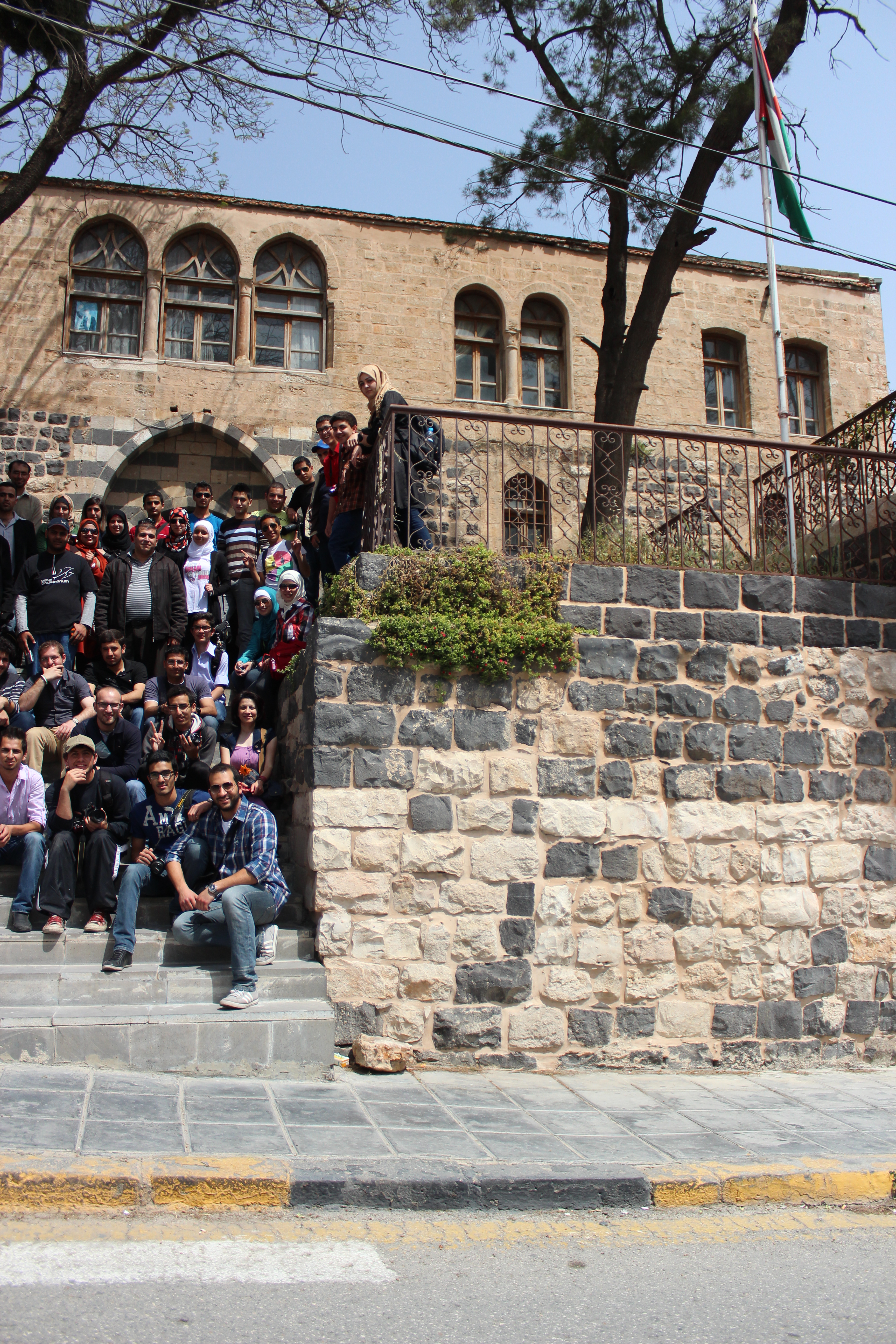
مجموعة من المصورين أمام مبنى السرايا في إربد.
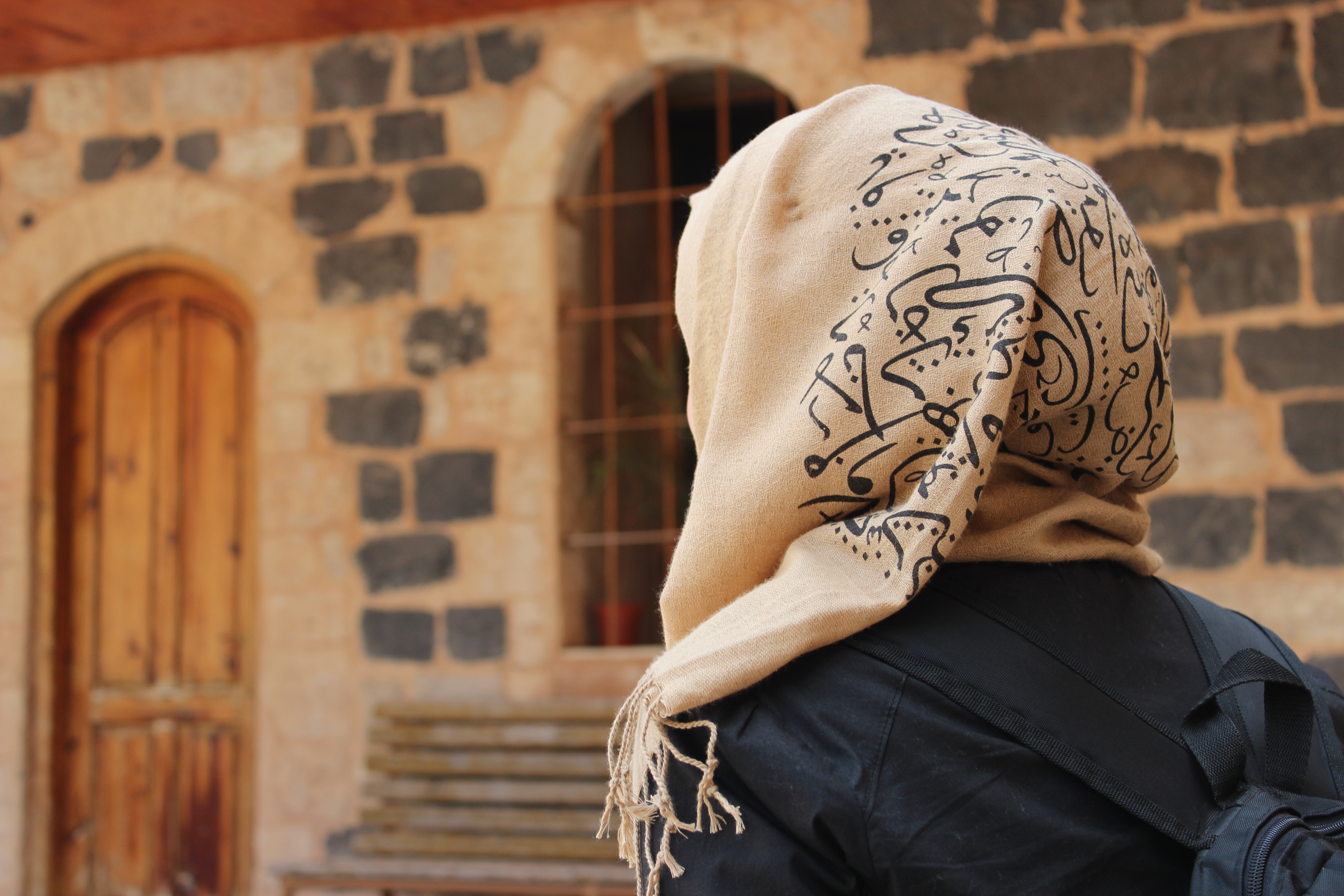
داخل ساحة السرايا، حيث يظهر الحجر البازلتي المُستخدم في البناء.
باب داخلي
ممر ذاخلي
تماثيل ذاخل السرايا
مخطط المبنى
نوافذ أعلى المدخل
المنطقة الداخلية
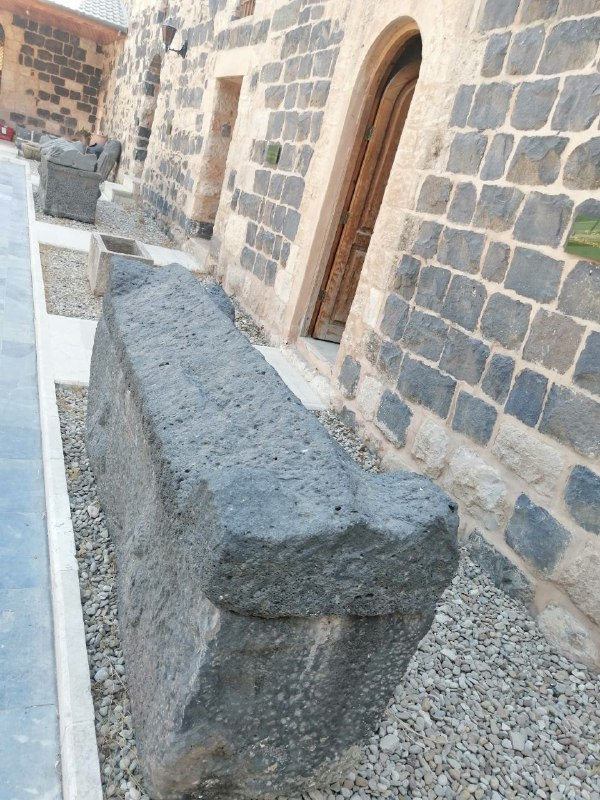
احد القبور الجرانيتية سي ساحة السرايا الخارجية
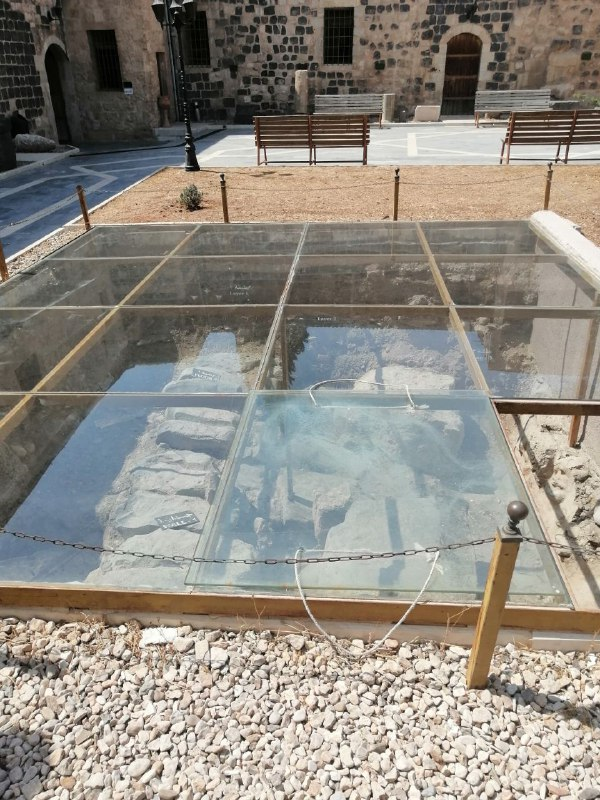
مجسم تمثيلي لعمليات البحث عن الاثار
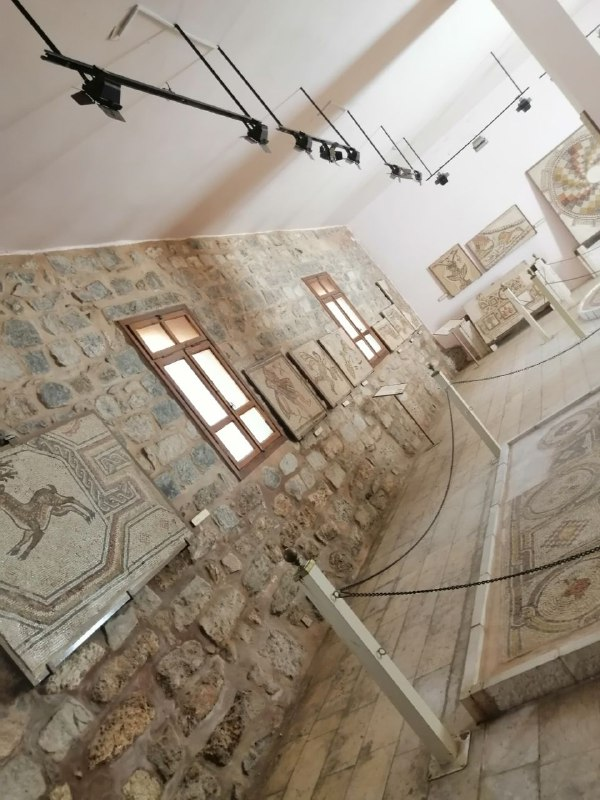
قاعة الفسيفساء في دار السرايا
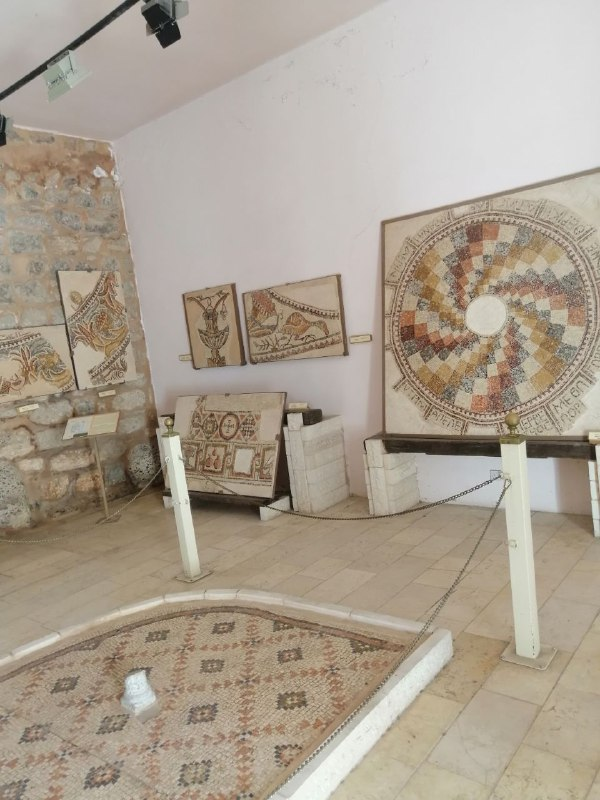
قاعة الفسيفساء في دار السرايا من الواجهة الامامية
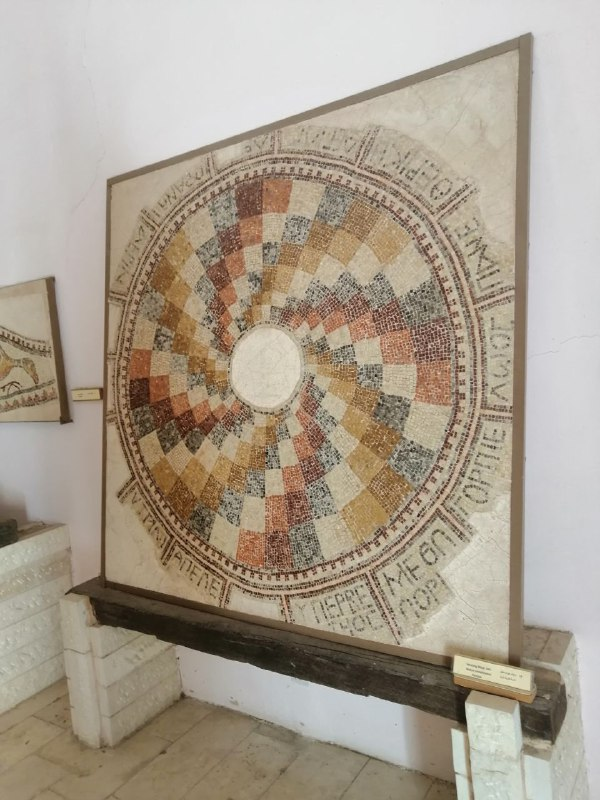
احد نمازج الفسيفساء في دار السرايا
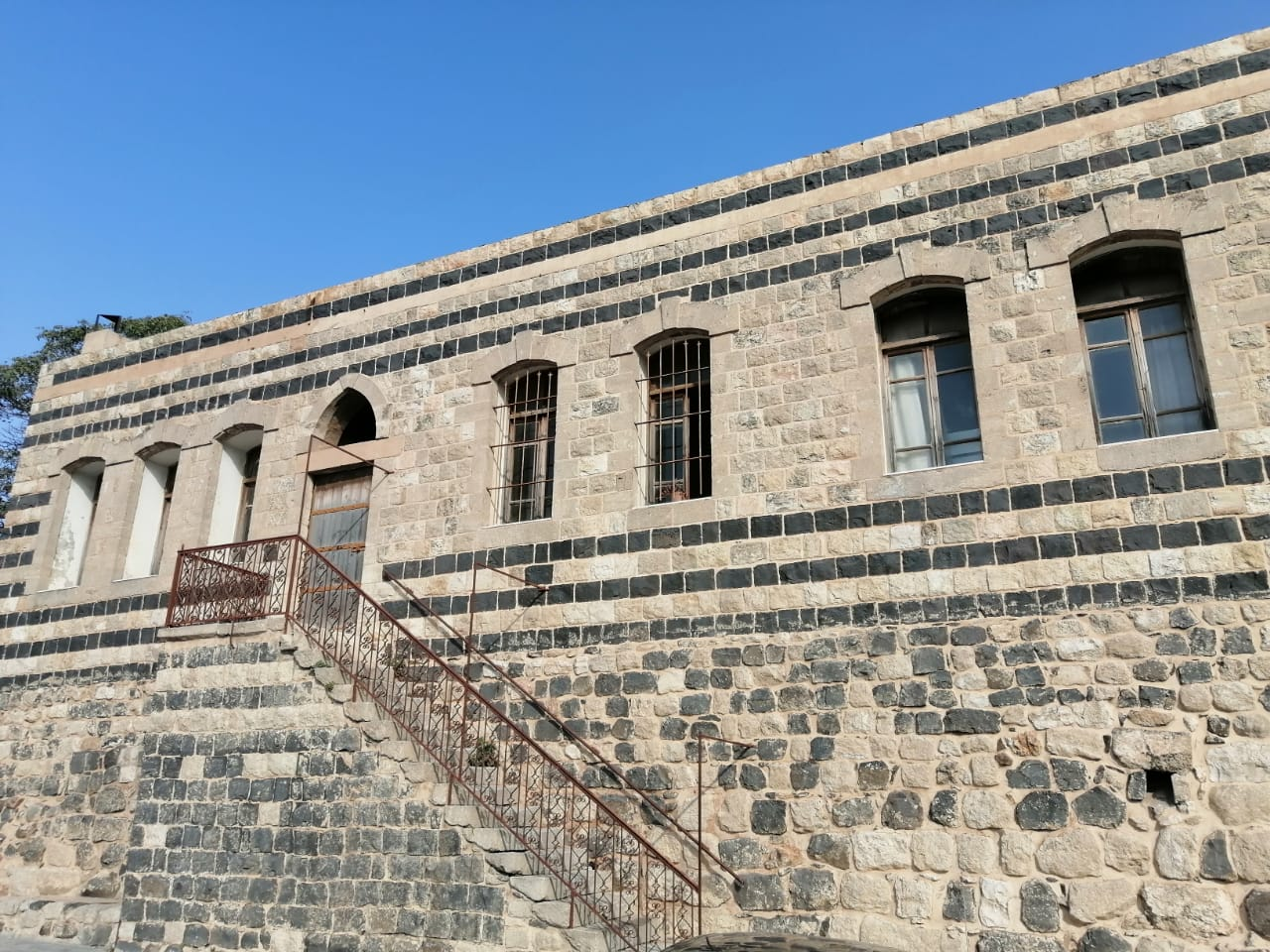
صورة جانبية لدار سرايا اربد
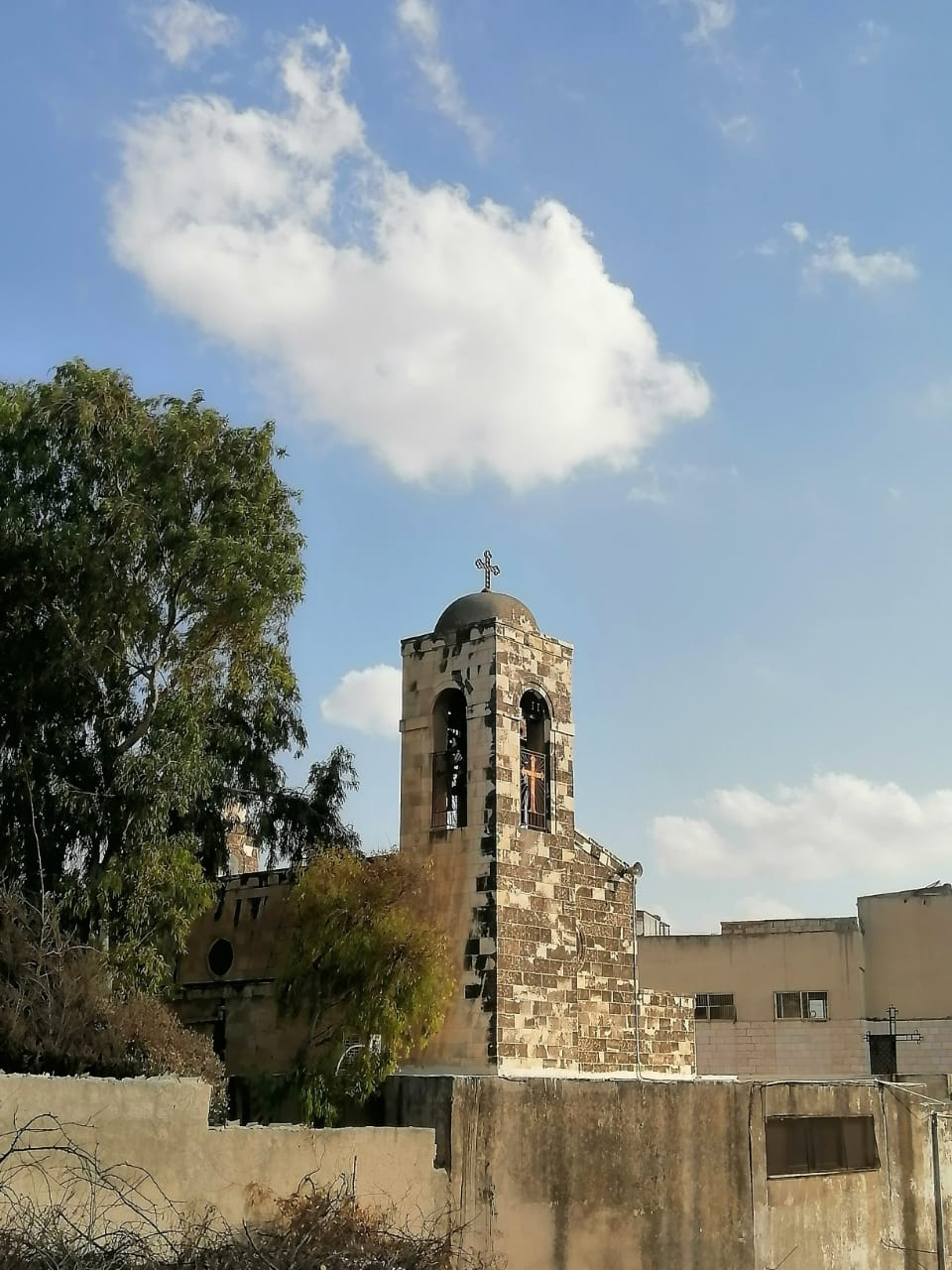
كنيسة مقابلة لدار سرايا اربد
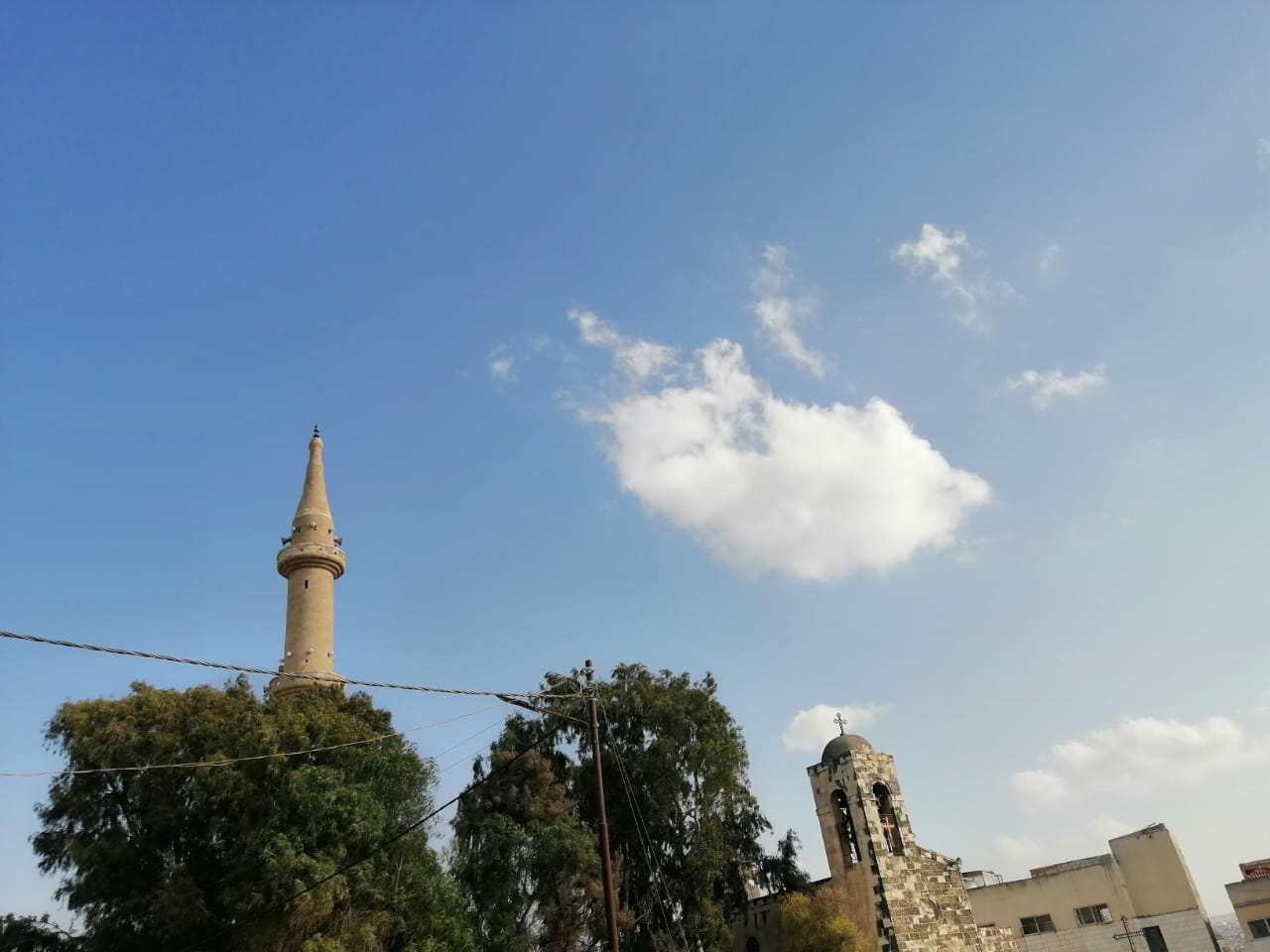
مسجد وكنيسة مقابلان لدرا سرايا اربد
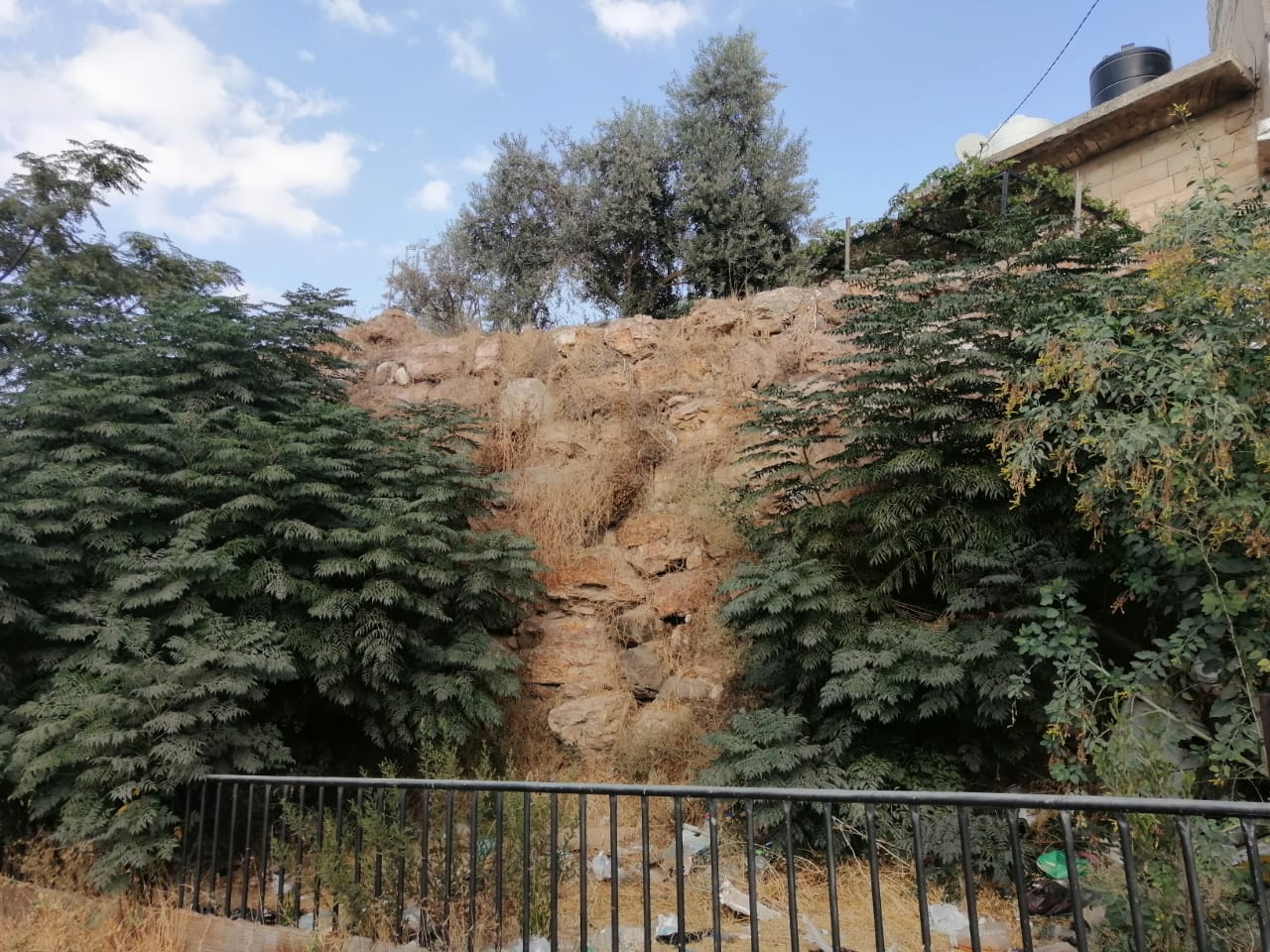
ما تبقى من سياد تل اربد قديما
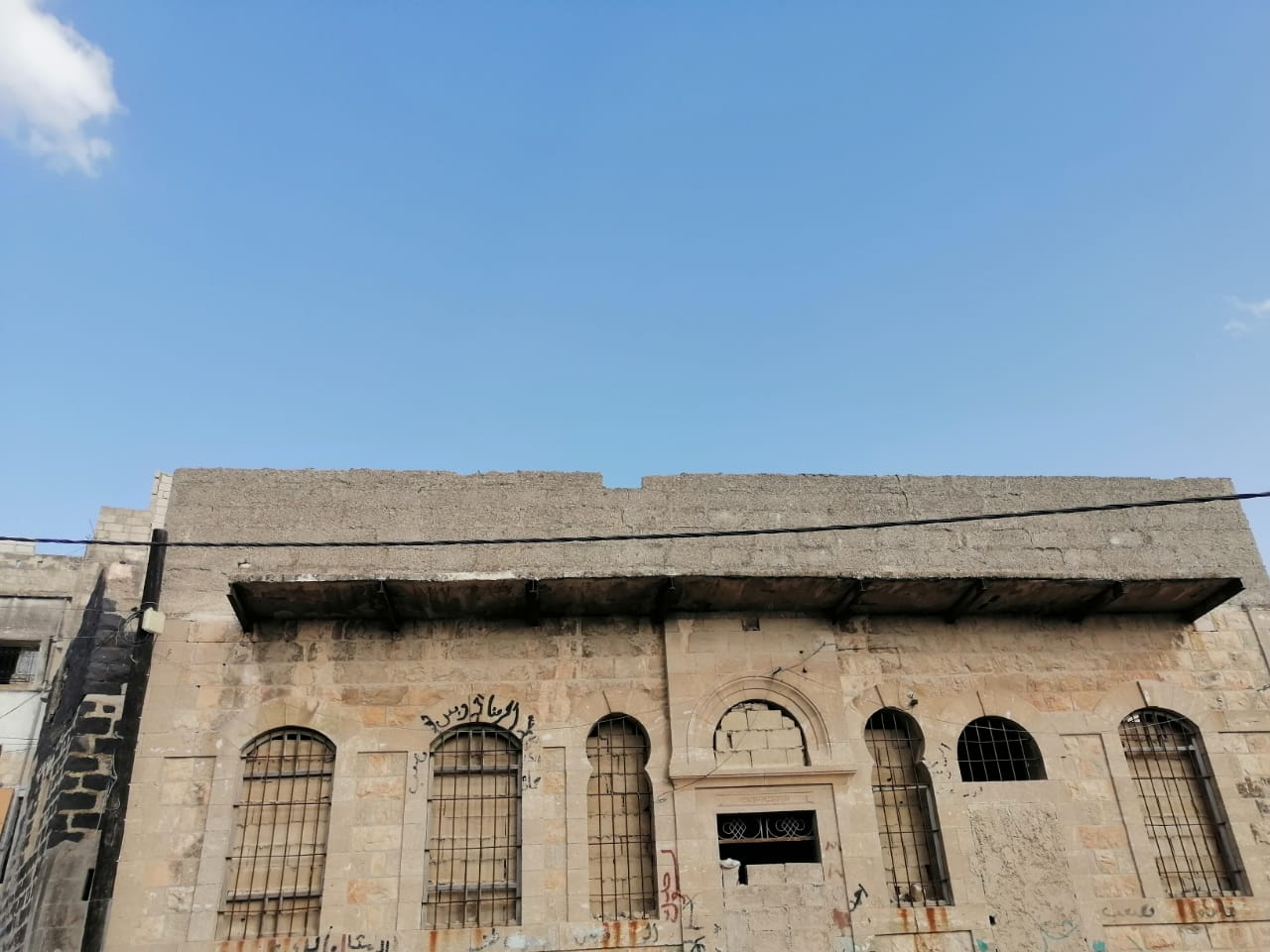
مبنى قديم يعود لفترة بناء دار سرايا اربد
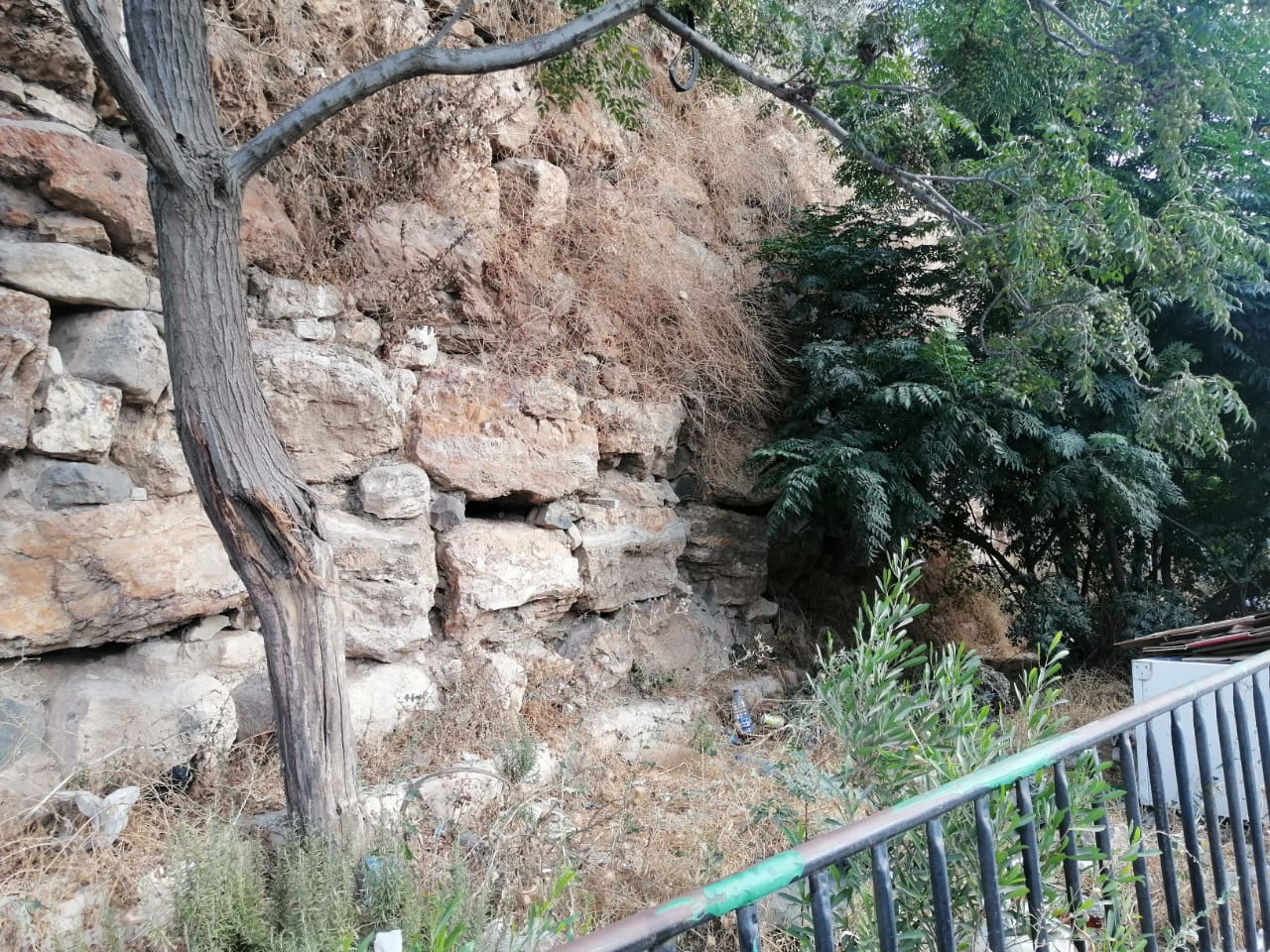
ما تبقى من سياج تل اربد قديما بين الاسواق
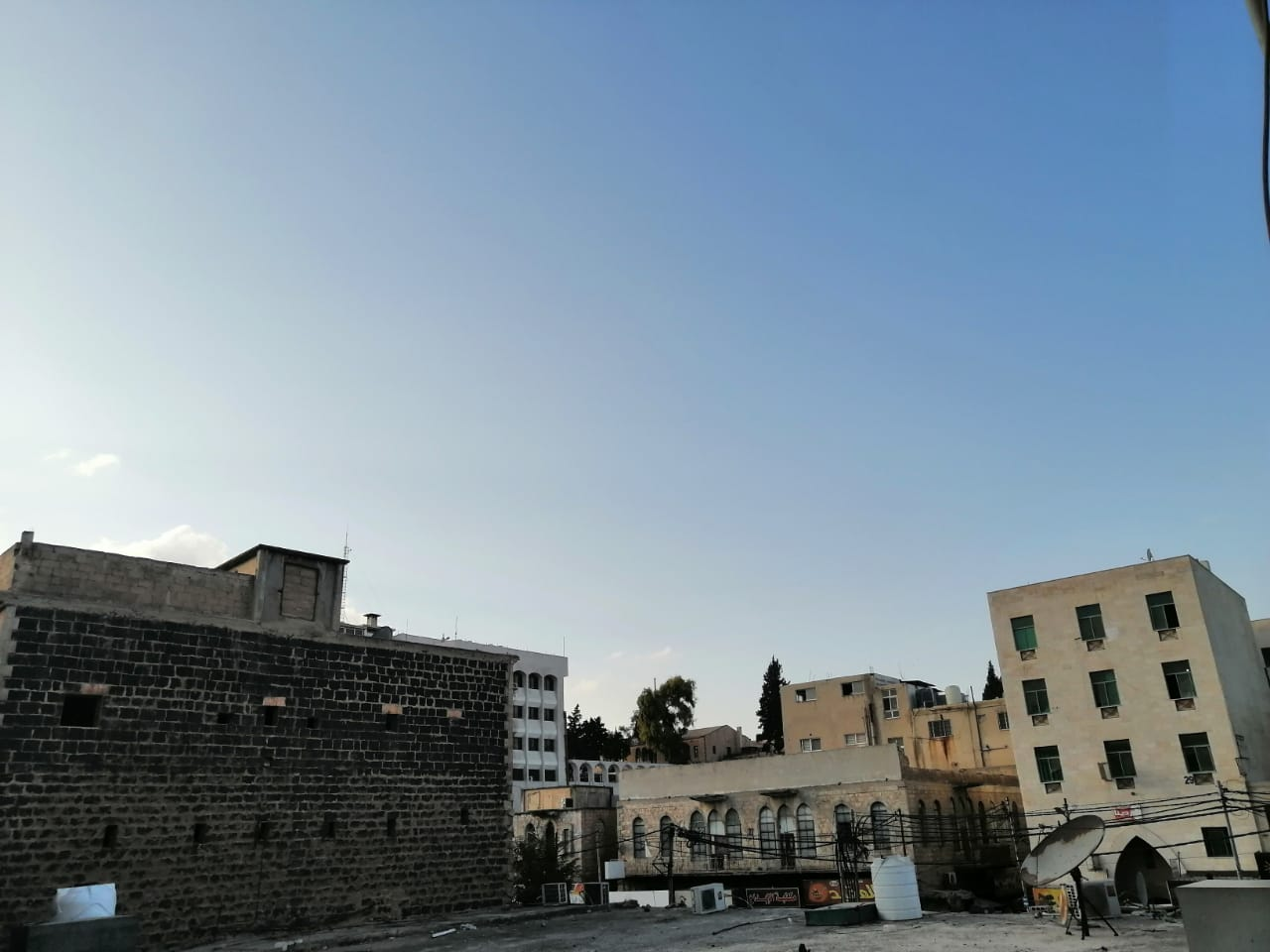
مباني قديمة في اربد من مبنى مرتفع

## وصلات خارجية
- قلعة ومتحف دار السرايا في إربد | قناة رؤيا
- فيديو توضيحي للمتحف